# Власи в Сърбия
Власите в Сърбия са малцинство, съсредоточено основно между долините на реките Тимок и Морава.
По отношение на етногенезиса им в науката преобладава становището, че власите отсам река Дунав са късни поселници от времето на османското владичество.
Землището на власите покрай река Дунав на територията на България е своеобразно продължение на влашките поселения от днешната територия на Сърбия.
Според преброяването в Сърбия през 2022 година техният брой е 21 013 човека.